# 63
Évszázadok: i. e. 1. század – 1. század – 2. század
Évtizedek: 10-es évek – 20-as évek – 30-as évek – 40-es évek – 50-es évek – 60-as évek – 70-es évek – 80-as évek – 90-es évek – 100-as évek – 110-es évek
Évek: 58 – 59 – 60 – 61 –  62 – 63 – 64 – 65 – 66 – 67 – 68

## Események

### Római Birodalom
- Caius Memmius Regulust és Lucius Verginius Rufust választják consulnak.
- Megszületik Nero császár első gyermeke, Claudia Augusta. Hatalmas ünnepségeket, cirkuszi játékokat rendeznek, templomot építtetnek a tiszteletére, de a gyermek négy hónapos korában meghal.
- Corbulo négy légióval bevonul Örményországba, de sikerül tárgyalásokkal lezárnia a pártusok elleni háborút. A rómaiak elfogadják Tiridatészt (I. Vologaészész pártus király öccsét) örmény királynak, de előbb le kell mondania és Nero császár kezéből elfogadnia a koronát, elismerve annak felsőbbségét.
- Nero rendelete értelmében a lovagok ezentúl a köznép elé ülhetnek a cirkuszban (eddig csak a szenátoroknak voltak fenntartva az első ülések).
- Vespasianust kinevezik Africa kormányzójává.

## Születések
- Claudia Augusta, Nero lánya

## Halálozások
- Claudia Augusta, Nero lánya